# Vibrante múltipla retroflexa surda
A vibrante múltipla retroflexa surda é um som relatado como ocorrendo como um alofone de /ʂ/ na língua das Maldivas. Embora a língua comece em uma posição retroflexa sub-apical, o trinado envolve a ponta da língua e faz com que ela avance para a crista alveolar; isso significa que o trinado retroflexo dá uma coloração retroflexa de vogal precedente da mesma forma que outras consoantes retroflexas fazem, mas a vibração em si não é muito diferente de um trinado alveolar.

## Características
- Sua forma de articulação é o trinado, o que significa que é produzida pelo direcionamento do ar sobre um articulador para que vibre.[2]
- Seu local de articulação é retroflexo, o que significa prototipicamente que ele está articulado subapical (com a ponta da língua enrolada para cima), mas de forma mais geral, significa que é pós-alveolar sem ser palatalizado. Ou seja, além da articulação subapical prototípica, o contato da língua pode ser apical (pontiagudo) ou laminal (plano). Sua fonação é surda, o que significa que é produzida sem vibrações das cordas vocais.[2]
- Em alguns idiomas, as cordas vocais estão ativamente separadas, por isso é sempre sem voz; em outras, as cordas são frouxas, de modo que pode assumir a abertura de sons adjacentes.[2]
- É uma consoante oral, o que significa que o ar só pode escapar pela boca.[2]
- É uma consoante central, o que significa que é produzida direcionando o fluxo de ar ao longo do centro da língua, em vez de para os lados.[2]
- O mecanismo da corrente de ar é pulmonar, o que significa que é articulado empurrando o ar apenas com os pulmões e o diafragma, como na maioria dos sons.[2]

## Ocorrência
| Língua | Língua          | Palavra                | AFI                    | Significado |
| ------ | --------------- | ---------------------- | ---------------------- | ----------- |
| Diveí  | Alguns dialetos | [ exemplo necessário ] | [ exemplo necessário ] |             |